# Ana, mon amour
Pour plus de détails, voir Fiche technique et Distribution.
Ana, mon amour est un film dramatique roumain écrit et réalisé par Călin Peter Netzer et sorti en 2017.

## Fiche technique
- Titre original : Ana, mon amour
- Titre français : Ana, mon amour
- Réalisation : Călin Peter Netzer
- Scénario : Călin Peter Netzer, Cezar Paul-Bădescu
- Photographie : Andrei Butica
- Montage : Dana Bunescu
- Musique :
- Pays d'origine : Roumanie
- Langue originale : roumain
- Format : couleur
- Genre : dramatique
- Durée : 120 minutes
- Dates de sortie :
  -  Allemagne : 17 février 2017 (Berlinale)
  - France : 21 juin 2017

## Distribution
- Mircea Postelnicu : Toma
- Diana Cavallioti : Ana
- Carmen Tănase (en) : la mère de Toma
- Vasile Muraru (ro) : le père de Toma
- Adrian Titieni : le psychologue
- Tania Popa : la mère d'Ana
- Igor Caras-Romanov : Igor
- Ioana Flora (ro) : Bogdan
- Ioana Flora : Irina
- Vlad Ivanov : le prêtre Adrian
- Răzvan Vasilescu : le rédacteur en chef
- Elena Voineag : le secrétaire au Beau Monde
- Meda Andreea Victor : Editor 1
- Irina Noapteș : le collègue 4
- Catalina Moga : l'infirmière dans la tente
- Iulia Lumânare : le gynécologue
- Elvira Deatcu : employée 1 Beau Monde
- Ioana Abur : employée 2 Beau Monde
- Claudiu Istodor : le père d'Ana
- Andrei Huțuleac : le collègue 1
- Constantin Dinulescu : le prêtre Eftimie
- Anghel Damian : le collègue 3
- Alex Bogdan : le collègue 2
- Florin Grigoraș : le professeur
- Viorel Comănici : le psychiatre
- Eric Buza : Tudor à 2 ans
- Amalia Ciolan : le gardien de l'église
- Alex Pavel : l'employé du Pizza Hut
- Alexandru Petrovici : le chef d'orchestre
- Sorin Leota : médecin des urgences
- Marcu Alex : Tudor à l'âge de 5 ans
- Rodrigo Cravo : Tudor à l'âge de 5 mois
- Geanina Bont : infirmière des urgences
- Evelina Andriea : joueuse de harpe
- Mihai Grecescu : chirurgien des médecins des urgences
- Ana Maria Donose : la soprano
- Titus Popescu : médecin des urgences
- Mihaela Ciuchea : assistant gynécologiste
- Augustin Pop : éditeur 2
- Andreea Coff : voisine de cité universitaire

## Distinction

### Récompense
- Berlinale 2017 : Ours d'argent de la meilleure contribution artistique